# Onthophagus rugulipennis
Onthophagus rugulipennis är en skalbaggsart som beskrevs av Leon Fairmaire 1887. Onthophagus rugulipennis ingår i släktet Onthophagus och familjen bladhorningar. Inga underarter finns listade i Catalogue of Life.